# Liga Mistrzów UEFA (2023/2024)/Faza kwalifikacyjna
Artykuł prezentuje szczegółowe dane dotyczące rozegranych meczów które miały na celu wyłonienie 6 drużyn piłkarskich, które wezmą udział w fazie grupowej Ligi Mistrzów UEFA 2023/2024. Faza kwalifikacyjna trwała od 27 czerwca do 30 sierpnia 2023.

## Terminarz
| Faza          | Runda                         | Data losowania  | Pierwszy mecz       | Drugi mecz          |
| ------------- | ----------------------------- | --------------- | ------------------- | ------------------- |
| Runda wstępna | Półfinały rundy               | 13 czerwca 2023 | 27 czerwca 2023     | 27 czerwca 2023     |
| Runda wstępna | Finał rundy                   | 13 czerwca 2023 | 30 czerwca 2023     | 30 czerwca 2023     |
| Kwalifikacje  | Pierwsza runda kwalifikacyjna | 20 czerwca 2023 | 11–12 lipca 2023    | 18–19 lipca 2023    |
| Kwalifikacje  | Druga runda kwalifikacyjna    | 21 czerwca 2023 | 25–26 lipca 2023    | 1–2 sierpnia 2023   |
| Kwalifikacje  | Trzecia runda kwalifikacyjna  | 24 lipca 2023   | 8–9 sierpnia 2023   | 15 sierpnia 2023    |
| Play-off      | Play-off                      | 7 sierpnia 2023 | 22–23 sierpnia 2023 | 29–30 sierpnia 2023 |

## Runda wstępna
Do startu w Rundzie wstępnej zostały uprawnione 4 drużyny. Runda została podzielona na półfinały i finał. W tej rundzie zespoły grały tylko jeden mecz. Drużyny, które przegrały w tej rundzie, otrzymały prawo gry w II rundzie kwalifikacyjnej Ligi Konferencji Europy UEFA.

### Podział na koszyki
| Drużyny rozstawione    |       |
| Drużyna                | Wsp.  |
| Budućnost Podgorica    | 7.500 |
| Breiðablik             | 6.000 |
| Drużyny nierozstawione |       |
| Drużyna                | Wsp.  |
| SP Tre Penne           | 4.000 |
| Atlètic D'Escaldes     | 1.033 |

| Drużyna 1           | Wynik           | Drużyna 2           |
| Półfinały rundy     | Półfinały rundy | Półfinały rundy     |
| ------------------- | --------------- | ------------------- |
| Atlètic D'Escaldes  | 0:3             | Budućnost Podgorica |
| SP Tre Penne        | 1:7             | Breiðablik          |
| Finał rundy         |                 |                     |
| Budućnost Podgorica | 0:5             | Breiðablik          |

### Półfinały rundy
| 127 czerwca 2023 | Atlètic D'Escaldes | 0:3   | Budućnost Podgorica                       |                                                             |
| 15:00            |                    | (0:2) | 14' (k), 60' Sekulić · 21' (sam.) Sánchez | Kópavogsvöllur, Kópavogur Widzów: 103 Sędzia: Marcel Birsan |

| 227 czerwca 2023 | SP Tre Penne | 1:7   | Breiðablik                                                                                 |                                                                             |
| 21:00            | Barretta 31' | (1:3) | 6', 89' Gunnlaugsson · 25', 90+2' Hlynsson · 45+2' Olsen · 67' Sigurðarson · 74' Einarsson | Kópavogsvöllur, Kópavogur Widzów: 621 Sędzia: Mads-Kristoffer Kristoffersen |

### Finał rundy
| 30 czerwca 2023 | Budućnost Podgorica | 0:5   | Breiðablik                                                                           |                                                                 |
| 21:00           |                     | (0:4) | 5' Einarsson · 22' Sigurðarson · 29' Eyjólfsson · 33' Gunnlaugsson · 74' Svanþórsson | Kópavogsvöllur, Kópavogur Widzów: 845 Sędzia: Krzysztof Jakubik |

## I runda kwalifikacyjna
Do startu w I rundzie kwalifikacyjnej zostały uprawnionych 30 drużyn (1 z poprzedniej rundy), z czego 15 było rozstawionych. Drużyny, które przegrały w tej rundzie, otrzymały prawo gry w II rundzie kwalifikacyjnej Ligi Konferencji Europy UEFA.

### Podział na koszyki
Uwaga: Losowanie I rundy kwalifikacyjnej odbyło się przed zakończeniem rundy wstępnej, więc rozstawienia dokonano przyjmując założenie, że awans uzyska drużyna z najwyższym współczynnikiem w poprzedniej rundzie. W przypadku awansu, którejś z drużyn nierozstawionej, w I rundzie przejmuje ona współczynnik najwyżej rozstawionego rywala.
Oznaczenia:
| Drużyny, które awansowały z rundy wstępnej zachowując swój współczynnik. |

| Drużyny, które zaczęły rywalizację od I rundy eliminacyjnej. |

| Drużyny, które awansowały z rundy wstępnej, przejmując współczynnik rywala. |

| Grupa 1                | Grupa 1 |
| ---------------------- | ------- |
| Drużyny rozstawione    |         |
| Drużyna                | Wsp.    |
| Ferencvárosi TC        | 27.000  |
| Łudogorec Razgrad      | 21.000  |
| Žalgiris Wilno         | 11.000  |
| Shamrock Rovers        | 9.000   |
| The New Saints F.C.    | 9.000   |
| Drużyny nierozstawione |         |
| Drużyna                | Wsp.    |
| KÍ Klaksvík            | 8.000   |
| Breiðablik             | 7.500   |
| BK Häcken              | 4.750   |
| Ballkani               | 3.000   |
| FK Struga              | 1.100   |

| Grupa 2                | Grupa 2 |
| ---------------------- | ------- |
| Drużyny rozstawione    |         |
| Drużyna                | Wsp.    |
| Qarabağ FK             | 25.000  |
| Slovan Bratysława      | 24.500  |
| HJK Helsinki           | 11.000  |
| Flora Tallinn          | 10.500  |
| Olimpija Lublana       | 9.000   |
| Drużyny nierozstawione |         |
| Drużyna                | Wsp.    |
| Lincoln Red Imps       | 8.500   |
| Raków Częstochowa      | 5.000   |
| Valmiera FC            | 3.500   |
| Larne F.C.             | 3.000   |
| Swift Hesperange       | 1.800   |

| Grupa 3                | Grupa 3 |
| ---------------------- | ------- |
| Drużyny rozstawione    |         |
| Drużyna                | Wsp.    |
| Sheriff Tyraspol       | 19.500  |
| BATE Borysów           | 15.000  |
| FK Astana              | 14.000  |
| Maccabi Hajfa          | 13.000  |
| Zrinjski Mostar        | 8.500   |
| Drużyny nierozstawione |         |
| Drużyna                | Wsp.    |
| Dinamo Tbilisi         | 7.500   |
| Partizani Tirana       | 5.000   |
| Farul Konstanca        | 4.100   |
| Urartu Erywań          | 3.000   |
| Ħamrun Spartans        | 2.500   |

### Pary I rundy kwalifikacyjnej
| Drużyna 1                            | Wynik dwumeczu | Drużyna 2           | Pierwszy mecz | Drugi mecz  |
| ------------------------------------ | -------------- | ------------------- | ------------- | ----------- |
| BK Häcken                            | 5:1            | The New Saints F.C. | 3:1           | 2:0         |
| Ballkani                             | 2:4            | Łudogorec Razgrad   | 2:0           | 0:4         |
| Shamrock Rovers                      | 1:3            | Breiðablik          | 0:1           | 1:2         |
| Žalgiris Wilno                       | 2:1            | FK Struga           | 0:0           | 2:1         |
| KÍ Klaksvík                          | 3:0            | Ferencvárosi TC     | 0:0           | 3:0         |
| Olimpija Lublana                     | 4:2            | Valmiera FC         | 2:1           | 2:1         |
| HJK Helsinki                         | 3:2            | Larne F.C.          | 1:0           | 2:2 (dogr.) |
| Lincoln Red Imps                     | 1:6            | Qarabağ FK          | 1:2           | 0:4         |
| Raków Częstochowa                    | 4:0            | Flora Tallinn       | 1:0           | 3:0         |
| Slovan Bratysława                    | 3:1            | Swift Hesperange    | 1:1           | 2:0         |
| Farul Konstanca                      | 1:3            | Sheriff Tyraspol    | 1:0           | 0:3 (dogr.) |
| Ħamrun Spartans                      | 1:6            | Maccabi Hajfa       | 0:4           | 1:2         |
| Urartu Erywań                        | 3:3 (k. 3:4)   | Zrinjski Mostar     | 0:1           | 3:2 (dogr.) |
| Partizani Tirana                     | 1:3            | BATE Borysów        | 1:1           | 0:2         |
| FK Astana                            | 3:2            | Dinamo Tbilisi      | 1:1           | 2:1         |
| Po lewej gospodarz pierwszego meczu. |                |                     |               |             |

### Pierwsze mecze
| 112 lipca 2023 | BK Häcken                            | 3:1   | The New Saints F.C. |                                                                 |
| 19:00 CEST     | Sadiq 7' · Rygaard 13' · Hovland 37' | (3:1) | 32' McManus         | Bravida Arena, Göteborg Widzów: 4 516 Sędzia: Henrik Nalbandyan |

| 211 lipca 2023 | Ballkani                  | 2:0   | Łudogorec Razgrad |                                                                             |
| 20:45 CEST     | Korenica 45+1' · Zyba 55' | (1:0) |                   | Stadion im. Fadila Vokrriego, Prisztina Widzów: 7 656 Sędzia: Gal Leibovitz |

| 311 lipca 2023 | Shamrock Rovers | 0:1   | Breiðablik    |                                                                       |
| 21:00 CEST     |                 | (0:1) | 39' Muminovic | Tallaght Stadium, Dublin Widzów: 7 216 Sędzia: Chrysovalantis Theouli |

| 411 lipca 2023 | Žalgiris Wilno | 0:0   | FK Struga |                                                         |
| 18:00 CEST     |                | (0:0) |           | Stadion LFF, Wilno Widzów: 4 647 Sędzia: Elchin Masiyev |

| 511 lipca 2023 | KÍ Klaksvík | 0:0   | Ferencvárosi TC |                                                         |
| 18:45 CEST     |             | (0:0) |                 | Djúpumýra, Klaksvík Widzów: 1 010 Sędzia: Juri Frischer |

| 611 lipca 2023 | Olimpija Lublana          | 2:1   | Valmiera FC |                                                                 |
| 20:00 CEST     | Nukić 42' · Rui Pedro 74' | (1:0) | 87' Diop    | Stadion Stožice, Lublana Widzów: 4 355 Sędzia: Andrei Chivulete |

| 712 lipca 2023 | HJK Helsinki      | 1:0   | Larne F.C. |                                                                 |
| 18:00 CEST     | Radulović 3' (k.) | (1:0) |            | Bolt Arena, Helsinki Widzów: 10 121 Sędzia: Goga Kikacheishvili |

| 811 lipca 2023 | Lincoln Red Imps | 1:2   | Qarabağ FK                |                                                                        |
| 17:30 CEST     | Gómez 25'        | (1:0) | 58' Xhixha · 90+4' Benzia | Victoria Stadium, Gibraltar Widzów: 683 Sędzia: Vitālijs Spasjoņņikovs |

| 911 lipca 2023 | Raków Częstochowa | 1:0   | Flora Tallinn |                                                                                   |
| 20:00 CEST     | Koczerhin 54'     | (0:0) |               | Miejski Stadion Piłkarski Raków, Częstochowa Widzów: 5 242 Sędzia: Arda Kardeşler |

| 1012 lipca 2023 | Slovan Bratysława | 1:1   | Swift Hesperange |                                                                   |
| 20:30 CEST      | Weiss 25'         | (1:1) | 22' (k.) Stolz   | Tehelné pole, Bratysława Widzów: 14 470 Sędzia: Wiktor Kopiewskij |

| 1112 lipca 2023 | Farul Konstanca | 1:0   | Sheriff Tyraspol |                                                                    |
| 19:30 CEST      | Kiki 56'        | (0:0) |                  | Stadion Viitorul, Ovidiu Widzów: 4 028 Sędzia: Sander van der Eijk |

| 1211 lipca 2023 | Ħamrun Spartans | 0:4   | Maccabi Hajfa                                 |                                                                    |
| 20:00 CEST      |                 | (0:2) | 41', 57' Pierrot · 45+3' David · 79' Khalaily | Centenary Stadium, Ta’ Qali Widzów: 1 627 Sędzia: Donald Robertson |

| 1311 lipca 2023 | Urartu Erywań | 0:1   | Zrinjski Mostar |                                                              |
| 17:00 CEST      |               | (0:0) | 89' Senić       | Stadion Urartu, Erywań Widzów: 3 900 Sędzia: Philip Farrugia |

| 1411 lipca 2023 | Partizani Tirana | 1:1   | BATE Borysów   |                                                                |
| 20:45 CEST      | Cara 66'         | (0:0) | 58' Antylewski | Arena Kombëtare, Tirana Widzów: 5 000 Sędzia: Nathan Verboomen |

| 1512 lipca 2023 | FK Astana    | 1:1   | Dinamo Tbilisi |                                                                       |
| 16:00 CEST      | Aymbetov 11' | (1:0) | 57' Sigua      | Astana Arena, Astana Widzów: 27 328 Sędzia: Christian-Petru Ciochirca |

### Rewanże
| 118 lipca 2023 | The New Saints F.C. | 0:2   | BK Häcken               |                                                     |
| 20:00 CEST     |                     | (0:1) | 19' Sadiq · 90+1' Sonko | Park Hall, Oswestry Widzów: 1 003 Sędzia: Dario Bel |

| 219 lipca 2023 | Łudogorec Razgrad                            | 4:0   | Ballkani |                                                              |
| 20:00 CEST     | Tekpetey 4', 45+1' · Tissera 49' · Vidal 78' | (2:0) |          | Łudogorec Arena, Razgrad Widzów: 5 353 Sędzia: Luca Pairetto |

| 318 lipca 2023 | Breiðablik                         | 2:1   | Shamrock Rovers |                                                               |
| 21:15 CEST     | Svanþórsson 16' · Gunnlaugsson 58' | (1:0) | 65' Burke       | Kópavogsvöllur, Kópavogur Widzów: 1 320 Sędzia: Adam Ladebäck |

| 418 lipca 2023 | FK Struga        | 1:2   | Žalgiris Wilno                  |                                                                        |
| 17:00 CEST     | Ibraimi 76' (k.) | (0:0) | 78' Kendysz · 84' (sam.) Neziri | Stadion Biljanini Izwori, Ochryda Widzów: 1 400 Sędzia: Darren England |

| 519 lipca 2023 | Ferencvárosi TC | 0:3   | KÍ Klaksvík                              |                                                              |
| 18:00 CEST     |                 | (0:3) | 8' (k.), 32' Frederiksberg · 45+1' Kassi | Groupama Aréna, Budapeszt Widzów: 18 187 Sędzia: David Smajc |

| 619 lipca 2023 | Valmiera FC | 1:2   | Olimpija Lublana                   |                                                                       |
| 17:00 CEST     | Mena 82'    | (0:1) | 33' Rui Pedro · 64' Muhamedbegović | Jāņa Daliņa stadions, Valmiera Widzów: 1 250 Sędzia: César Soto Grado |

| 719 lipca 2023 | Larne F.C.                   | 2:2 (pd.)       | HJK Helsinki                 |                                                                    |
| 20:30 CEST     | Bonis 65' (k.) · Thomson 87' | (0:1, 2:1, 2:2) | 26' Ollila · 97' (sam.) Want | Solitude, Belfast Widzów: 1 993 Sędzia: Aristotelis Diamantopoulos |

| 819 lipca 2023 | Qarabağ FK                                                | 4:0   | Lincoln Red Imps |                                                                 |
| 18:00 CEST     | Zoubir 7' · Mustafazadə 45+1' · Xhixha 49' · Janković 62' | (2:0) |                  | Stadion Olimpijski, Baku Widzów: 19 453 Sędzia: Eldorjan Hamiti |

| 918 lipca 2023 | Flora Tallinn | 0:3   | Raków Częstochowa                    |                                                                       |
| 19:00 CEST     |               | (0:0) | 47', 59' Zwoliński · 85' Papanikolau | A. Le Coq Arena, Tallinn Widzów: 3 204 Sędzia: Marian Alexandru Barbu |

| 1019 lipca 2023 | Swift Hesperange | 0:2   | Slovan Bratysława        |                                                                          |
| 20:00 CEST      |                  | (0:0) | 55' (k.), 62' (k.) Weiss | Stade de Luxembourg, Luksemburg Widzów: 3 054 Sędzia: Abdulkadir Bitigen |

| 1118 lipca 2023 | Sheriff Tyraspol                              | 3:0 (pd.)       | Farul Konstanca |                                                                 |
| 19:00 CEST      | Talal 45+1' · Ngom Mbekeli 99' · Ademo 105+1' | (1:0, 1:0, 3:0) |                 | Stadion Sheriff, Tyraspol Widzów: 5 792 Sędzia: Miguel Nogueira |

| 1218 lipca 2023 | Maccabi Hajfa              | 2:1   | Ħamrun Spartans |                                                                |
| 19:00 CEST      | Szuranow 69' · Pierrot 84' | (0:1) | 32' Mbong       | Stadion Samiego Ofera, Hajfa Widzów: 29 000 Sędzia: Igor Pajac |

| 1318 lipca 2023 | Zrinjski Mostar                              | 2:3 (pd.)               | Urartu Erywań                                            |                                                                             |
| 20:00 CEST      | Bilbija 27' · Kiš 94' (k.)                   | (1:0, 1:2, 2:3, k. 4:3) | 74', 90+1' (k.) Grigorian · 105+3' Maksimenko            | Stadion pod Bijelim brijegom, Mostar Widzów: 5 000 Sędzia: Peter Kjaesgaard |
| 20:00 CEST      | · Kiš · Kožulj · Zlomislić · Senić · Barišić | Rzuty karne             | · Maksimenko · Özbiliz · Grigorian · Eduardo · Ghazaryan | Stadion pod Bijelim brijegom, Mostar Widzów: 5 000 Sędzia: Peter Kjaesgaard |

| 1418 lipca 2023 | BATE Borysów                     | 2:0   | Partizani Tirana |                                                                       |
| 20:00 CEST      | Malkiewicz 71' · Szestiuk 90+12' | (0:0) |                  | Mezőkövesdi Városi Stadion, Mezőkövesd Widzów: 0 Sędzia: Kevin Clancy |

| 1519 lipca 2023 | Dinamo Tbilisi | 1:2   | FK Astana                   |                                                                             |
| 18:00 CEST      | Camara 22'     | (1:0) | 50' Bejsebekow · 51' Darboe | Stadion im. Borisa Paiczadze, Tbilisi Widzów: 10 736 Sędzia: Stuart Attwell |

## II runda kwalifikacyjna
Od tej rundy turniej kwalifikacyjny został podzielony na 2 części – dla mistrzów i niemistrzów poszczególnych federacji:
- do startu w II rundzie kwalifikacyjnej dla mistrzów uprawnionych było 20 drużyn (w tym 15 zwycięzców I rundy), z czego 10 było rozstawionych;
- do startu w II rundzie kwalifikacyjnej w ścieżce ligowej uprawnione były 4 drużyny, z czego 2 były rozstawione.

Drużyny, które przegrały w tej rundzie, otrzymały prawo gry w III rundzie kwalifikacyjnej Ligi Europy UEFA.

### Podział na koszyki
Uwaga: Losowanie II rundy kwalifikacyjnej odbyło się przed zakończeniem I rundy kwalifikacyjnej, więc rozstawienia dokonano przyjmując założenie, że awans uzyska drużyna z najwyższym współczynnikiem w poprzedniej rundzie. W przypadku awansu, którejś z drużyn nierozstawionej, w II rundzie przejmuje ona współczynnik najwyżej rozstawionego rywala.
Oznaczenia:
| Drużyny, które awansowały z I rundy eliminacyjnej zachowując swój współczynnik. |

| Drużyny, które zaczęły rywalizację od II rundy eliminacyjnej. |

| Drużyny, które awansowały z I rundy eliminacyjnej, przejmując współczynnik rywala. |

Ścieżka mistrzowska:
| Grupa 1                | Grupa 1 |
| ---------------------- | ------- |
| Drużyny rozstawione    |         |
| Drużyna                | Wsp.    |
| Galatasaray SK         | 31.500  |
| Qarabağ FK             | 25.000  |
| Łudogorec Razgrad      | 21.000  |
| Drużyny nierozstawione |         |
| Drużyna                | Wsp.    |
| Žalgiris Wilno         | 11.000  |
| Raków Częstochowa      | 10.500  |
| Olimpija Lublana       | 9.000   |

| Grupa 2                | Grupa 2 |
| ---------------------- | ------- |
| Drużyny rozstawione    |         |
| Drużyna                | Wsp.    |
| FC Kopenhaga           | 40.500  |
| KÍ Klaksvík            | 27.000  |
| Molde FK               | 24.000  |
| Drużyny nierozstawione |         |
| Drużyna                | Wsp.    |
| HJK Helsinki           | 11.000  |
| Breiðablik             | 9.000   |
| BK Häcken              | 9.000   |

| Grupa 3                | Grupa 3 |
| ---------------------- | ------- |
| Drużyny rozstawione    |         |
| Drużyna                | Wsp.    |
| Dinamo Zagrzeb         | 55.000  |
| Slovan Bratysława      | 24.500  |
| Sheriff Tyraspol       | 19.500  |
| BATE Borysów           | 15.000  |
| Drużyny nierozstawione |         |
| Drużyna                | Wsp.    |
| FK Astana              | 14.000  |
| Maccabi Hajfa          | 13.000  |
| Zrinjski Mostar        | 8.500   |
| Aris Limassol          | 4.895   |

Ścieżka ligowa:
| Drużyny rozstawione    |        |
| Drużyna                | Wsp.   |
| KRC Genk               | 18.000 |
| SK Dnipro-1            | 8.000  |
| Drużyny nierozstawione |        |
| Drużyna                | Wsp.   |
| Servette FC            | 6.335  |
| Panathinaikos AO       | 5.045  |

### Pary II rundy kwalifikacyjnej
| Drużyna 1                            | Wynik dwumeczu      | Drużyna 2           | Pierwszy mecz       | Drugi mecz          |                     |
| Ścieżka mistrzowska                  | Ścieżka mistrzowska | Ścieżka mistrzowska | Ścieżka mistrzowska | Ścieżka mistrzowska | Ścieżka mistrzowska |
| ------------------------------------ | ------------------- | ------------------- | ------------------- | ------------------- | ------------------- |
| Žalgiris Wilno                       | 2:3                 | Galatasaray SK      | 2:2                 | 0:1                 |                     |
| Łudogorec Razgrad                    | 2:3                 | Olimpija Lublana    | 1:1                 | 1:2                 |                     |
| Raków Częstochowa                    | 4:3                 | Qarabağ FK          | 3:2                 | 1:1                 |                     |
| KÍ Klaksvík                          | 3:3 (k. 4:3)        | BK Häcken           | 0:0                 | 3:3 (dogr.)         |                     |
| HJK Helsinki                         | 1:2                 | Molde FK            | 1:0                 | 0:2                 |                     |
| Breiðablik                           | 3:8                 | FC Kopenhaga        | 0:2                 | 3:6                 |                     |
| Sheriff Tyraspol                     | 2:4                 | Maccabi Hajfa       | 1:0                 | 1:4 (dogr.)         |                     |
| Aris Limassol                        | 11:5                | BATE Borysów        | 6:2                 | 5:3                 |                     |
| Zrinjski Mostar                      | 2:3                 | Slovan Bratysława   | 0:1                 | 2:2                 |                     |
| Dinamo Zagrzeb                       | 6:0                 | FK Astana           | 4:0                 | 2:0                 |                     |
| Ścieżka ligowa                       |                     |                     |                     |                     |                     |
| SK Dnipro-1                          | 3:5                 | Panathinaikos AO    | 1:3                 | 2:2                 |                     |
| Servette FC                          | 3:3 (k. 4:1)        | KRC Genk            | 1:1                 | 2:2 (dogr.)         |                     |
| Po lewej gospodarz pierwszego meczu. |                     |                     |                     |                     |                     |

### Pierwsze mecze

#### Ścieżka mistrzowska
| 125 lipca 2023 | Žalgiris Wilno                 | 2:2   | Galatasaray SK                |                                                       |
| 18:00 CEST     | Oyewusi 48' · Kazlauskas 90+2' | (0:0) | 75' Bardakcı · 78' Dervişoğlu | Stadion LFF, Wilno Widzów: 4 864 Sędzia: Luis Godinho |

| 226 lipca 2023 | Łudogorec Razgrad | 1:1   | Olimpija Lublana |                                                            |
| 20:45 CEST     | Jankow 44'        | (1:1) | 14' Elšnik       | Łudogorec Arena, Razgrad Widzów: 5 532 Sędzia: Rohit Saggi |

| 326 lipca 2023 | Raków Częstochowa                                     | 3:2   | Qarabağ FK      |                                                                                    |
| 20:15 CEST     | Cəfərquliyev 55' (sam.) · Piasecki 71' · Kittel 90+1' | (0:0) | 73', 75' Xhixha | Miejski Stadion Piłkarski Raków, Częstochowa Widzów: 5 451 Sędzia: Lukas Fähndrich |

| 426 lipca 2023 | KÍ Klaksvík | 0:0   | BK Häcken |                                                         |
| 20:45 CEST     |             | (0:0) |           | Djúpumýra, Klaksvík Widzów: 1 224 Sędzia: Michal Ocenáš |

| 525 lipca 2023 | HJK Helsinki | 1:0   | Molde FK |                                                           |
| 18:00 CEST     | Keskinen 25' | (1:0) |          | Bolt Arena, Helsinki Widzów: 8 154 Sędzia: Sven Jablonski |

| 625 lipca 2023 | Breiðablik | 0:2   | FC Kopenhaga          |                                                             |
| 21:15 CEST     |            | (0:2) | 1' Larsson · 32' Falk | Kópavogsvöllur, Kópavogur Widzów: 1 485 Sędzia: Gergo Bogár |

| 726 lipca 2023 | Sheriff Tyraspol | 1:0   | Maccabi Hajfa |                                                                    |
| 19:00 CEST     | Talal 28'        | (1:0) |               | Stadion Sheriff, Tyraspol Widzów: 7 933 Sędzia: Sebastian Gishamer |

| 826 lipca 2023 | Aris Limassol                                                                              | 6:2   | BATE Borysów                    |                                                           |
| 19:00 CEST     | Gomis 17' (k.), 60' · Bengtsson 32' · Bane 40' (sam.) · Montnor 83' · Stępiński 90+1' (k.) | (3:0) | 48' Kancawy · 65' Chadarkiewicz | Limassol Arena, Limassol Widzów: 3 338 Sędzia: Yigal Frid |

| 925 lipca 2023 | Zrinjski Mostar | 0:1   | Slovan Bratysława |                                                                               |
| 21:00 CEST     |                 | (0:0) | 53' Zuberu        | Stadion pod Bijelim brijegom, Mostar Widzów: 4 900 Sędzia: Bram van Driessche |

| 1025 lipca 2023 | Dinamo Zagrzeb                        | 4:0   | FK Astana |                                                                            |
| 20:00 CEST      | Petković 36' · Ivanušec 41', 43', 56' | (3:0) |           | Stadion Maksimir, Zagrzeb Widzów: 7 123 Sędzia: Guillermo Cuadra Fernández |

#### Ścieżka ligowa
| 125 lipca 2023 | SK Dnipro-1    | 1:3   | Panathinaikos AO                              |                                                                       |
| 20:00 CEST     | Kaplijenko 90' | (0:1) | 10' Šporar · 74' Đuričić · 84' (k.) Ioannidis | Košická futbalová aréna, Koszyce Widzów: 5 248 Sędzia: Daniele Chiffi |

| 225 lipca 2023 | Servette FC  | 1:1   | KRC Genk      |                                                           |
| 20:30 CEST     | Rouiller 78' | (0:1) | 21' Arokodare | Stade de Genève, Genewa Widzów: 18 026 Sędzia: István Vad |

### Rewanże

#### Ścieżka mistrzowska
| 12 sierpnia 2023 | Galatasaray SK | 1:0   | Žalgiris Wilno |                                                           |
| 20:30 CEST       | Mertens 31'    | (1:0) |                | Nef Stadium, Stambuł Widzów: 41 505 Sędzia: Willy Delajod |

| 21 sierpnia 2023 | Olimpija Lublana  | 2:1   | Łudogorec Razgrad |                                                                  |
| 20:00 CEST       | Elšnik 18', 90+2' | (1:1) | 15' Despodow      | Stadion Stožice, Lublana Widzów: 9 265 Sędzia: Christian Dingert |

| 32 sierpnia 2023 | Qarabağ FK | 1:1   | Raków Częstochowa |                                                                |
| 18:00 CEST       | Xhixha 60' | (0:0) | 52' Tudor         | Stadion Olimpijski, Baku Widzów: 31 257 Sędzia: Sven Jablonski |

| 42 sierpnia 2023 | BK Häcken                                            | 3:3 (pd.)               | KÍ Klaksvík                                               |                                                             |
| 19:00 CEST       | Sana 24' · Layouni 48' · Sadiq 105+1'                | (1:1, 2:2, 3:2, k. 3:4) | 17', 53' Frederiksberg · 109' (sam.) Abrahamsson          | Bravida Arena, Göteborg Widzów: 4 396 Sędzia: Andrew Madley |
| 19:00 CEST       | · Hovland · Layouni · Gustafson · Rygaard · Sandberg | Rzuty karne             | · Frederiksberg · Andreasen · Da Silva · Gussiås · Forren | Bravida Arena, Göteborg Widzów: 4 396 Sędzia: Andrew Madley |

| 52 sierpnia 2023 | Molde FK                      | 2:0   | HJK Helsinki |                                                      |
| 19:00 CEST       | Eriksen 74' · Brynhildsen 89' | (0:0) |              | Aker Stadion, Molde Widzów: 5 205 Sędzia: Igor Pajac |

| 62 sierpnia 2023 | FC Kopenhaga                                                          | 6:3   | Breiðablik                                           |                                                        |
| 20:00 CEST       | Gonçalves 33' · Achouri 35' · Larsson 37' · Óskarsson 45+1', 47', 56' | (4:1) | 9' Svanþórsson · 51' Steindórsson · 75' Gunnlaugsson | Parken, Kopenhaga Widzów: 20 886 Sędzia: Fabio Maresca |

| 72 sierpnia 2023 | Maccabi Hajfa                                        | 4:1 (pd.)       | Sheriff Tyraspol |                                                                        |
| 19:00 CEST       | Chery 33' · Jaber 85' · David 105+2' · Shuranov 107' | (1:1, 2:1, 3:1) | 20' (k.) Talal   | Stadion Samiego Ofera, Hajfa Widzów: 29 000 Sędzia: Damian Sylwestrzak |

| 81 sierpnia 2023 | BATE Borysów                                         | 3:5   | Aris Limassol                                                     |                                                                       |
| 20:00 CEST       | Gromyko 25' (k.) · Martynow 48' · Łapcieu 90+3' (k.) | (1:3) | 8' Babicka · 26' Gomis · 35' Caju · 56' Bengtsson · 74' Stępiński | Mezőkövesdi Városi Stadion, Mezőkövesd Widzów: 0 Sędzia: Morten Krogh |

| 91 sierpnia 2023 | Slovan Bratysława      | 2:2   | Zrinjski Mostar             |                                                                 |
| 20:30 CEST       | Čavrić 5' · Zuberu 66' | (1:0) | 75' Barišić · 90+3' Ivančić | Tehelné pole, Bratysława Widzów: 20 498 Sędzia: Jérémie Pignard |

| 102 sierpnia 2023 | FK Astana | 0:2   | Dinamo Zagrzeb         |                                                           |
| 16:00 CEST        |           | (0:1) | 24' Emreli · 89' Marin | Astana Arena, Astana Widzów: 26 978 Sędzia: Dennis Higler |

#### Ścieżka ligowa
| 11 sierpnia 2023 | Panathinaikos AO | 2:2   | SK Dnipro-1              |                                                                                  |
| 19:30 CEST       | Šporar 15', 70'  | (1:1) | 24' Dowbyk · 54' Sarapij | Stadion im. Apostolosa Nikolaidisa, Ateny Widzów: 14 098 Sędzia: Bastian Dankert |

| 22 sierpnia 2023 | KRC Genk                         | 2:2 (pd.)               | Servette FC                                |                                                         |
| 19:00 CEST       | Trésor 28' (k.) · Arokodare 51'  | (1:1, 2:2, 2:2, k. 1:4) | 36' Cognat · 63' Bedia                     | Cegeka Arena, Genk Widzów: 16 280 Sędzia: Novak Simović |
| 19:00 CEST       | · Hrošovský · Cuesta · Arokodare | Rzuty karne             | · Touati · Guillemenot · Severin · Rodelin | Cegeka Arena, Genk Widzów: 16 280 Sędzia: Novak Simović |

## III runda kwalifikacyjna
W tej rundzie kwalifikacji utrzymany został podział na 2 ścieżki – mistrzowską i ligową:
- do startu w III rundzie kwalifikacyjnej dla mistrzów uprawnionych było 12 drużyn (w tym 10 zwycięzców II rundy), z czego 6 było rozstawionych;
- do startu w III rundzie kwalifikacyjnej w ścieżce ligowej uprawnionych było 8 drużyn (w tym 2 zwycięzców II rundy), z czego 4 były rozstawione.

Drużyny, które przegrały w tej rundzie, w ścieżce mistrzowskiej otrzymały prawo gry w rundzie play-off eliminacji do Ligi Europy UEFA, natomiast w ścieżce ligowej w fazie grupowej Ligi Europy UEFA.

### Podział na koszyki
Uwaga: Losowanie III rundy kwalifikacyjnej odbyło się przed zakończeniem II rundy kwalifikacyjnej, więc rozstawienia dokonano przyjmując założenie, że awans uzyska drużyna z najwyższym współczynnikiem w poprzedniej rundzie. W przypadku awansu, którejś z drużyn nierozstawionej, w III rundzie przejmuje ona współczynnik najwyżej rozstawionego rywala.
Oznaczenia:
| Drużyny, które awansowały z II rundy eliminacyjnej zachowując swój współczynnik. |

| Drużyny, które zaczęły rywalizację od III rundy eliminacyjnej. |

| Drużyny, które awansowały z II rundy eliminacyjnej, przejmując współczynnik rywala. |

Ścieżka mistrzowska:
| Grupa 1                | Grupa 1 |
| ---------------------- | ------- |
| Drużyny rozstawione    |         |
| Drużyna                | Wsp.    |
| Dinamo Zagrzeb         | 55.000  |
| Raków Częstochowa      | 25.000  |
| Slovan Bratysława      | 24.500  |
| Drużyny nierozstawione |         |
| Drużyna                | Wsp.    |
| Maccabi Hajfa          | 19.500  |
| Aris Limassol          | 15.000  |
| AEK Ateny              | 11.000  |

| Grupa 2                | Grupa 2 |
| ---------------------- | ------- |
| Drużyny rozstawione    |         |
| Drużyna                | Wsp.    |
| FC Kopenhaga           | 40.500  |
| Galatasaray SK         | 31.500  |
| Molde FK               | 24.000  |
| Drużyny nierozstawione |         |
| Drużyna                | Wsp.    |
| Olimpija Lublana       | 21.000  |
| Sparta Praga           | 14.000  |
| KÍ Klaksvík            | 8.000   |

Ścieżka ligowa:
| Drużyny rozstawione    |        |
| Drużyna                | Wsp.   |
| Rangers                | 54.000 |
| SC Braga               | 44.000 |
| PSV Eindhoven          | 43.000 |
| Olympique Marsylia     | 33.000 |
| Drużyny nierozstawione |        |
| Drużyna                | Wsp.   |
| Servette FC            | 18.000 |
| Sturm Graz             | 12.500 |
| Panathinaikos AO       | 8.000  |
| TSC Bačka Topola       | 6.475  |

### Pary III rundy kwalifikacyjnej
| Drużyna 1                            | Wynik dwumeczu      | Drużyna 2           | Pierwszy mecz       | Drugi mecz          |                     |
| Ścieżka mistrzowska                  | Ścieżka mistrzowska | Ścieżka mistrzowska | Ścieżka mistrzowska | Ścieżka mistrzowska | Ścieżka mistrzowska |
| ------------------------------------ | ------------------- | ------------------- | ------------------- | ------------------- | ------------------- |
| Raków Częstochowa                    | 3:1                 | Aris Limassol       | 2:1                 | 1:0                 |                     |
| Slovan Bratysława                    | 2:5                 | Maccabi Hajfa       | 1:2                 | 1:3                 |                     |
| Dinamo Zagrzeb                       | 3:4                 | AEK Ateny           | 1:2                 | 2:2                 |                     |
| Olimpija Lublana                     | 0:4                 | Galatasaray SK      | 0:3                 | 0:1                 |                     |
| FC Kopenhaga                         | 3:3 (k. 4:2)        | Sparta Praga        | 0:0                 | 3:3 (dogr.)         |                     |
| KÍ Klaksvík                          | 2:3                 | Molde FK            | 2:1                 | 0:2 (dogr.)         |                     |
| Ścieżka ligowa                       |                     |                     |                     |                     |                     |
| SC Braga                             | 7:1                 | TSC Bačka Topola    | 3:0                 | 4:1                 |                     |
| Rangers                              | 3:2                 | Servette FC         | 2:1                 | 1:1                 |                     |
| Panathinaikos AO                     | 2:2 (k. 5:3)        | Olympique Marsylia  | 1:0                 | 1:2 (dogr.)         |                     |
| PSV Eindhoven                        | 7:2                 | Sturm Graz          | 4:1                 | 3:1                 |                     |
| Po lewej gospodarz pierwszego meczu. |                     |                     |                     |                     |                     |

### Pierwsze mecze

#### Ścieżka mistrzowska
| 18 sierpnia 2023 | Raków Częstochowa                | 2:1   | Aris Limassol |                                                                                 |
| 20:00 CEST       | Koczerhin 7' · Piasecki 63' (k.) | (1:0) | 89' Mayambela | Miejski Stadion Piłkarski Raków, Częstochowa Widzów: 5 500 Sędzia: Duje Strukan |

| 29 sierpnia 2023 | Slovan Bratysława | 1:2   | Maccabi Hajfa         |                                                                               |
| 20:30 CEST       | Seck 12' (sam.)   | (1:2) | 5' Pierrot · 15' Saba | Národný futbalový štadión, Bratysława Widzów: 21 375 Sędzia: Andris Treimanis |

| 315 sierpnia 2023 | Dinamo Zagrzeb | 1:2   | AEK Ateny                   |                                                                |
| 20:00 CEST        | Bulat 39'      | (1:0) | 59' Zuber · 90' Galanopulos | Stadion Maksimir, Zagrzeb Widzów: 13 311 Sędzia: João Pinheiro |

| 48 sierpnia 2023 | Olimpija Lublana | 0:3   | Galatasaray SK                                 |                                                                |
| 21:00 CEST       |                  | (0:1) | 9' Aktürkoğlu · 48' Mertens · 90+1' Dervişoğlu | Stadion Stožice, Lublana Widzów: 13 712 Sędzia: Andreas Ekberg |

| 58 sierpnia 2023 | FC Kopenhaga | 0:0   | Sparta Praga |                                                         |
| 20:00 CEST       |              | (0:0) |              | Parken, Kopenhaga Widzów: 27 170 Sędzia: Benoît Bastien |

| 68 sierpnia 2023 | KÍ Klaksvík            | 2:1   | Molde FK         |                                                            |
| 20:45 CEST       | Frederiksberg 64', 86' | (0:0) | 49' Wolff Eikrem | Tórsvøllur, Thorshavn Widzów: 4 584 Sędzia: Alijar Aghajew |

#### Ścieżka ligowa
| 18 sierpnia 2023 | SC Braga                          | 3:0   | TSC Bačka Topola |                                                                |
| 21:00 CEST       | Bruma 17' · Pizzi 19' · Djaló 87' | (2:0) |                  | Estádio Municipal, Braga Widzów: 22 186 Sędzia: Harald Lechner |

| 29 sierpnia 2023 | Rangers                         | 2:1   | Servette FC    |                                                              |
| 20:45 CEST       | Tavernier 6' (k.) · Dessers 15' | (2:1) | 44' (k.) Bedia | Ibrox Stadium, Glasgow Widzów: 48 956 Sędzia: Donatas Rumšas |

| 39 sierpnia 2023 | Panathinaikos AO | 1:0   | Olympique Marsylia |                                                                                |
| 20:00 CEST       | Bernard 83'      | (0:0) |                    | Stadion im. Apostolosa Nikolaidisa, Ateny Widzów: 11 270 Sędzia: István Kovács |

| 48 sierpnia 2023 | PSV Eindhoven                              | 4:1   | Sturm Graz    |                                                                 |
| 20:30 CEST       | Babadi 4' · De Jong 22', 32' · Sangaré 73' | (3:1) | 40' Stanković | Philips Stadion, Eindhoven Widzów: 31 500 Sędzia: Radu Petrescu |

### Rewanże

#### Ścieżka mistrzowska
| 115 sierpnia 2023 | Aris Limassol | 0:1   | Raków Częstochowa |                                                          |
| 19:00 CEST        |               | (0:0) | 49' Tudor         | Limassol Arena, Limassol Widzów: 3 959 Sędzia: Matej Jug |

| 215 sierpnia 2023 | Maccabi Hajfa                          | 3:1   | Slovan Bratysława |                                                                  |
| 19:00 CEST        | Pierrot 29' · Saba 45+2' · David 90+3' | (2:0) | 86' Tolić         | Stadion Samiego Ofera, Hajfa Widzów: 29 000 Sędzia: Craig Pawson |

| 319 sierpnia 2023 | AEK Ateny                  | 2:2 | Dinamo Zagrzeb              |                                                      |
| 20:45 CEST        | Araujo 90+2' · Vida 90+10' |     | 45+2' Šutalo · 65' Ljubičić | OPAP Arena, Ateny Widzów: 30 100 Sędzia: Espen Eskås |

| 415 sierpnia 2023 | Galatasaray SK | 1:0   | Olimpija Lublana |                                                         |
| 20:00 CEST        | Icardi 24'     | (1:0) |                  | Nef Stadium, Stambuł Widzów: 38 383 Sędzia: Marco Guida |

| 515 sierpnia 2023 | Sparta Praga                                | 3:3 (pd.)               | FC Kopenhaga                            |                                                               |
| 19:00 CEST        | Birmančević 80' · Laçi 105' · Olatunji 107' | (0:1, 1:1, 2:2, k. 2:4) | 1' Larsson · 105+2', 112' Claesson      | Generali Arena, Praga Widzów: 18 109 Sędzia: Serdar Gözübüyük |
| 19:00 CEST        | · Krejčí · Laçi · Kairinen · Sørensen       | Rzuty karne             | · Diks · Claesson · Boilesen · Bardghji | Generali Arena, Praga Widzów: 18 109 Sędzia: Serdar Gözübüyük |

| 615 sierpnia 2023 | Molde FK                  | 2:0 (pd.)       | KÍ Klaksvík |                                                             |
| 19:00 CEST        | Eriksen 17' · Linnes 112' | (1:0, 1:0, 1:0) |             | Aker Stadion, Molde Widzów: 10 346 Sędzia: Nikola Dabanović |

#### Ścieżka ligowa
| 115 sierpnia 2023 | TSC Bačka Topola | 1:4   | SC Braga                                       |                                                            |
| 20:00 CEST        | Rakonjac 40'     | (1:4) | 9' Pizzi · 13' Bruma · 16' Djaló · 20' Musrati | TSC Arena, Bačka Topola Widzów: 4 200 Sędzia: Jakob Kehlet |

| 215 sierpnia 2023 | Servette FC | 1:1   | Rangers       |                                                                 |
| 20:30 CEST        | Kutesa 22'  | (1:0) | 51' Tavernier | Stade de Genève, Genewa Widzów: 26 000 Sędzia: Maurizio Mariani |

| 315 sierpnia 2023 | Olympique Marsylia                       | 2:1 (pd.)               | Panathinaikos AO                                             |                                                                 |
| 21:00 CEST        | Aubameyang 2', 45+1'                     | (2:0, 2:1, 2:1, k. 3:5) | 90+9' (k.) Ioannidis                                         | Stade Vélodrome, Marsylia Widzów: 63 050 Sędzia: Michael Oliver |
| 21:00 CEST        | · Guendouzi · Veretout · Sarr · Oliveira | Rzuty karne             | · Ioannidis · Bernard · Kleinheisler · Palacios · Mladenović | Stade Vélodrome, Marsylia Widzów: 63 050 Sędzia: Michael Oliver |

| 415 sierpnia 2023 | Sturm Graz | 1:3   | PSV Eindhoven                             |                                                           |
| 20:30 CEST        | Bøving 26' | (1:2) | 32' Veerman · 39' De Jong · 85' (k.) Pepi | Merkur Arena, Graz Widzów: 12 571 Sędzia: Srđan Jovanović |

## Runda play-off
W tej rundzie kwalifikacji utrzymany został podział na 2 ścieżki – mistrzowską i ligową:
- do startu w rundzie play-off w ścieżce mistrzowskiej uprawnionych zostało 8 drużyn (w tym 6 zwycięzców III rundy), z czego 4 były rozstawione;
- do startu w rundzie play-off w ścieżce ligowej uprawnione zostały 4 drużyny (zwycięzcy III rundy), z czego 2 były rozstawione.

Drużyny, które przegrały w tej rundzie, otrzymały prawo gry w fazie grupowej Ligi Europy UEFA.

### Podział na koszyki
Uwaga: Losowanie rundy play-off odbyło się przed zakończeniem III rundy kwalifikacyjnej, więc rozstawienia dokonano przyjmując założenie, że awans uzyska drużyna z najwyższym współczynnikiem w poprzedniej rundzie. W przypadku awansu, którejś z drużyn nierozstawionej, w rundzie play-off przejmuje ona współczynnik najwyżej rozstawionego rywala.
Oznaczenia:
| Drużyny, które awansowały z III rundy eliminacyjnej zachowując swój współczynnik. |

| Drużyny, które zaczęły rywalizację od rundy play-off. |

| Drużyny, które awansowały z III rundy eliminacyjnej, przejmując współczynnik rywala. |

Ścieżka mistrzowska:
| Drużyny rozstawione    |        |
| Drużyna                | Wsp.   |
| AEK Ateny              | 55.000 |
| FC Kopenhaga           | 40.500 |
| BSC Young Boys         | 34.500 |
| Galatasaray SK         | 31.500 |
| Drużyny nierozstawione |        |
| Drużyna                | Wsp.   |
| Maccabi Hajfa          | 24.500 |
| Molde FK               | 24.000 |
| Royal Antwerp          | 17.000 |
| Raków Częstochowa      | 5.000  |

Ścieżka ligowa:
| Drużyny rozstawione    |        |
| Drużyna                | Wsp.   |
| Rangers                | 54.000 |
| SC Braga               | 44.000 |
| Drużyny nierozstawione |        |
| Drużyna                | Wsp.   |
| PSV Eindhoven          | 43.000 |
| Panathinaikos AO       | 33.000 |

### Pary rundy play-off
| Drużyna 1                            | Wynik dwumeczu      | Drużyna 2           | Pierwszy mecz       | Drugi mecz          |                     |
| Ścieżka mistrzowska                  | Ścieżka mistrzowska | Ścieżka mistrzowska | Ścieżka mistrzowska | Ścieżka mistrzowska | Ścieżka mistrzowska |
| ------------------------------------ | ------------------- | ------------------- | ------------------- | ------------------- | ------------------- |
| Maccabi Hajfa                        | 0:3                 | BSC Young Boys      | 0:0                 | 0:3                 |                     |
| Royal Antwerp                        | 3:1                 | AEK Ateny           | 1:0                 | 2:1                 |                     |
| Raków Częstochowa                    | 1:2                 | FC Kopenhaga        | 0:1                 | 1:1                 |                     |
| Molde FK                             | 3:5                 | Galatasaray SK      | 2:3                 | 1:2                 |                     |
| Ścieżka ligowa                       |                     |                     |                     |                     |                     |
| Rangers                              | 3:7                 | PSV Eindhoven       | 2:2                 | 1:5                 |                     |
| SC Braga                             | 3:1                 | Panathinaikos AO    | 2:1                 | 1:0                 |                     |
| Po lewej gospodarz pierwszego meczu. |                     |                     |                     |                     |                     |

### Pierwsze mecze

#### Ścieżka mistrzowska
| 123 sierpnia 2023 | Maccabi Hajfa | 0:0   | BSC Young Boys |                                                                  |
| 21:00 CEST        |               | (0:0) |                | Stadion Samiego Ofera, Hajfa Widzów: 29 864 Sędzia: Davide Massa |

| 222 sierpnia 2023 | Royal Antwerp | 1:0   | AEK Ateny |                                                                   |
| 21:00 CEST        | Janssen 16'   | (1:0) |           | Bosuilstadion, Antwerpia Widzów: 13 376 Sędzia: François Letexier |

| 322 sierpnia 2023 | Raków Częstochowa | 0:1   | FC Kopenhaga        |                                                                   |
| 21:00 CEST        |                   | (0:1) | 9' (sam.) Racovițan | ArcelorMittal Park, Sosnowiec Widzów: 11 600 Sędzia: Irfan Peljto |

| 423 sierpnia 2023 | Molde FK                  | 2:3   | Galatasaray SK                            |                                                          |
| 21:00 CEST        | Ellingsen 8' · Haugen 56' | (1:2) | 25' Oliveira · 29' Icardi · 90+3' Midtsjø | Aker Stadion, Molde Widzów: 9 553 Sędzia: Anthony Taylor |

#### Ścieżka ligowa
| 122 sierpnia 2023 | Rangers                | 2:2   | PSV Eindhoven             |                                                              |
| 21:00 CEST        | Sima 45' · Matondo 76' | (1:0) | 61' Sangaré · 80' De Jong | Ibrox Stadium, Glasgow Widzów: 47 537 Sędzia: Clément Turpin |

| 223 sierpnia 2023 | SC Braga             | 2:1   | Panathinaikos AO |                                                              |
| 21:00 CEST        | Ruiz 51' · Djaló 73' | (0:0) | 90+5' Mancini    | Estádio Municipal, Braga Widzów: 23 401 Sędzia: Felix Zwayer |

### Rewanże

#### Ścieżka mistrzowska
| 129 sierpnia 2023 | BSC Young Boys                            | 3:0   | Maccabi Hajfa |                                                              |
| 21:00 CEST        | Itten 23' · Seck 28' (sam.) · Ugrinic 46' | (2:0) |               | Stadion Wankdorf, Berno Widzów: 31 500 Sędzia: Slavko Vinčić |

| 230 sierpnia 2023 | AEK Ateny  | 1:2   | Royal Antwerp               |                                                            |
| 21:00 CEST        | Araujo 90' | (0:0) | 73' Kerk · 90+5' Balikwisha | OPAP Arena, Ateny Widzów: 29 300 Sędzia: Jesús Gil Manzano |

| 330 sierpnia 2023 | FC Kopenhaga | 1:1   | Raków Częstochowa |                                                        |
| 21:00 CEST        | Vavro 35'    | (1:0) | 87' Zwoliński     | Parken, Kopenhaga Widzów: 34 737 Sędzia: István Kovács |

| 429 sierpnia 2023 | Galatasaray SK                  | 2:1   | Molde FK   |                                                              |
| 21:00 CEST        | Icardi 7' (k.) · Angeliño 90+3' | (1:0) | 66' Hestad | Nef Stadium, Stambuł Widzów: 47 845 Sędzia: Szymon Marciniak |

#### Ścieżka ligowa
| 130 sierpnia 2023 | PSV Eindhoven                                                     | 5:1   | Rangers       |                                                                         |
| 21:00 CEST        | Saibari 35', 53' · De Jong 66' · Veerman 78' · Goldson 81' (sam.) | (1:0) | 64' Tavernier | Philips Stadion, Eindhoven Widzów: 34 560 Sędzia: José Sánchez Martínez |

| 229 sierpnia 2023 | Panathinaikos AO | 0:1   | SC Braga  |                                                                 |
| 21:00 CEST        |                  | (0:0) | 83' Bruma | Stadion Olimpijski, Ateny Widzów: 61 390 Sędzia: Daniele Orsato |